# Jarocin (stacja kolejowa)
Jarocin – stacja kolejowa w Jarocinie. Znajduje się przy ulicy Dworcowej 2. Według klasyfikacji PKP ma kategorię dworca regionalnego.

## Historia
Budynek dworca w Jarocinie został wybudowany w latach 1870-1875, w czasie oddania do eksploatacji linii kolejowej Poznań Główny – Kluczbork. Gmach dworca jest to budynek piętrowy i wykonany z czerwonej cegły licowej, z wielopłaszczyznowym dachem z licznymi facjatami. Wewnątrz zachowane są dekoracje stiukowe. Jego powstanie uwarunkowane było budową linii kolejowych: Poznań Główny – Kluczbork (ukończona w 1875 r.) i Oleśnica – Krotoszyn – Gniezno (1876 r.).
25 października 1919 r. dworzec był widownią spotkania społeczeństwa jarocińskiego z marszałkiem Józefem Piłsudskim.
Dziś zaliczany jest do obiektów zabytkowych PKP. Uchroniło go to przed modernizacją zewnętrzną i nie podzielił losu m.in. neogotyckiego dworca leszczyńskiego.
Przeprowadzona została jedynie modernizacja wnętrza dworca i podzielona została na dwa etapy:
1. etap realizowany w latach 1979-1983 – modernizacja części przeznaczonej dla podróżnych;
2. etap realizowany w latach 1987-1988 – modernizacja części gastronomicznej.

Podczas pierwszego etapu wymieniono stropy drewniane na staloceramiczne, przebudowano pomieszczenia kas biletowych, poczekalnie dla podróżnych, zmodernizowano poddasze i odtworzono pierwotny wystrój wnętrz. Odnowiono również nadokienne zewnętrzne freski.
W roku 2013 przeprowadzono kosztem 4,9 mln zł remont dworca wraz z najbliższym otoczeniem. Prace przebiegały pod okiem konserwatora zabytków.

## Ruch pasażerski
| Rok  | Wymiana roczna | Wymiana pasażerska na dobę | miejsce w Polsce |
| ---- | -------------- | -------------------------- | ---------------- |
| 2017 | 621 000        | 1 700                      |                  |
| 2018 | 876 000        | 2 400                      |                  |
| 2019 | 949 000        | 2 600                      |                  |
| 2020 | 586 000        | 1 600                      | 98               |
| 2021 | 657 000        | 1 800                      |                  |
| 2022 |                | 2 600                      |                  |

## Połączenia kolejowe

### Tabela
| Stacja docelowa       | Przewoźnik           |
| --------------------- | -------------------- |
| Bielsko-Biała Główna  | PKP Intercity        |
| Gdynia Główna         | PKP Intercity        |
| Gniezno               | Koleje Wielkopolskie |
| Jelenia Góra          | PKP Intercity        |
| Kalisz                | Koleje Wielkopolskie |
| Kalisz                | Polregio             |
| Katowice              | PKP Intercity        |
| Kępno                 | Koleje Wielkopolskie |
| Kluczbork             | Polregio             |
| Kraków Główny         | PKP Intercity        |
| Krotoszyn             | Koleje Wielkopolskie |
| Łódź Fabryczna        | PKP Intercity        |
| Łódź Kaliska          | Polregio             |
| Olsztyn Główny        | PKP Intercity        |
| Ostrów Wielkopolski   | Polregio             |
| Piła Główna           | Koleje Wielkopolskie |
| Poznań Główny         | Koleje Wielkopolskie |
| Poznań Główny         | PKP Intercity        |
| Poznań Główny         | Polregio             |
| Przemyśl Główny       | PKP Intercity        |
| Rogoźno Wielkopolskie | Koleje Wielkopolskie |
| Słupsk                | PKP Intercity        |
| Świnoujście           | PKP Intercity        |
| Wrocław Główny        | PKP Intercity        |
| Zakopane              | PKP Intercity        |
| Žilina                | PKP Intercity        |

## Przyroda
W latach 1999–2001 przebadano florę roślin naczyniowych stacji. Ustalono wówczas, że występują tutaj 292 taksony z 47 rodzin. Wśród nich 53,3% to taksony rodzime (apofity), a 46,7% obce (antropofity). Większość antropofitów odnotowanych na terenie kolejowym i w jego bezpośrednim sąsiedztwie to archeofity (21,9% flory ogólnej) i niedawno naturalizowane kenofity (16,2%). Dość liczne są również czasowo występujące efemerofity (8,6%). Większość gatunków to rośliny jednoroczne (48,5%). Wieloletnie stanowią 39,2%. Wykryto nową dla flory Polski Roemeria hybrida oraz dla Wielkopolski: szparzycę promienistą, Choriospora tenella i reż krowią. Ponadto stwierdzono występowanie włóczydła polnego, choć w Wielkopolsce uważane jest za wymarłe.

## Galeria

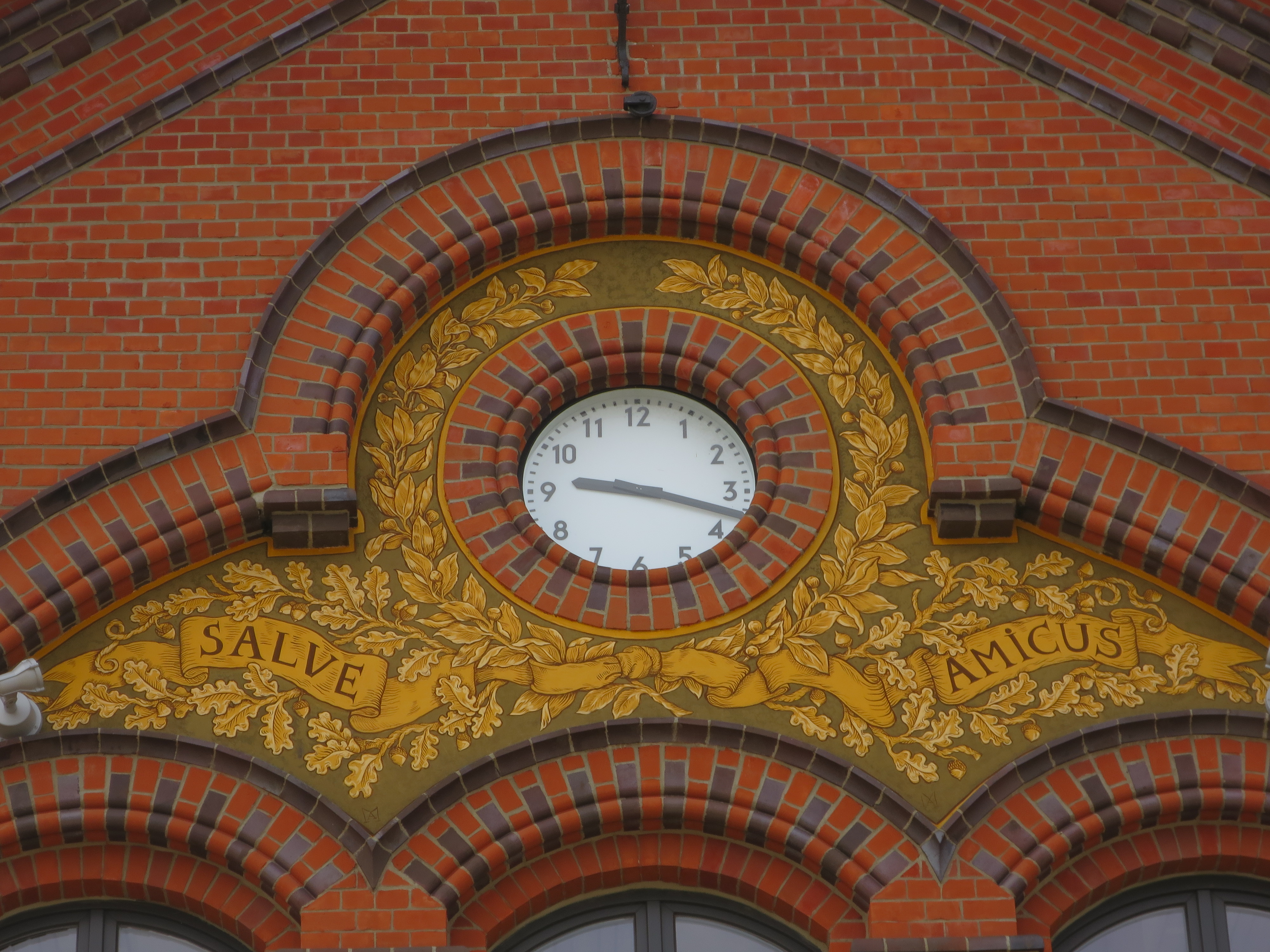
Zegar dworcowy
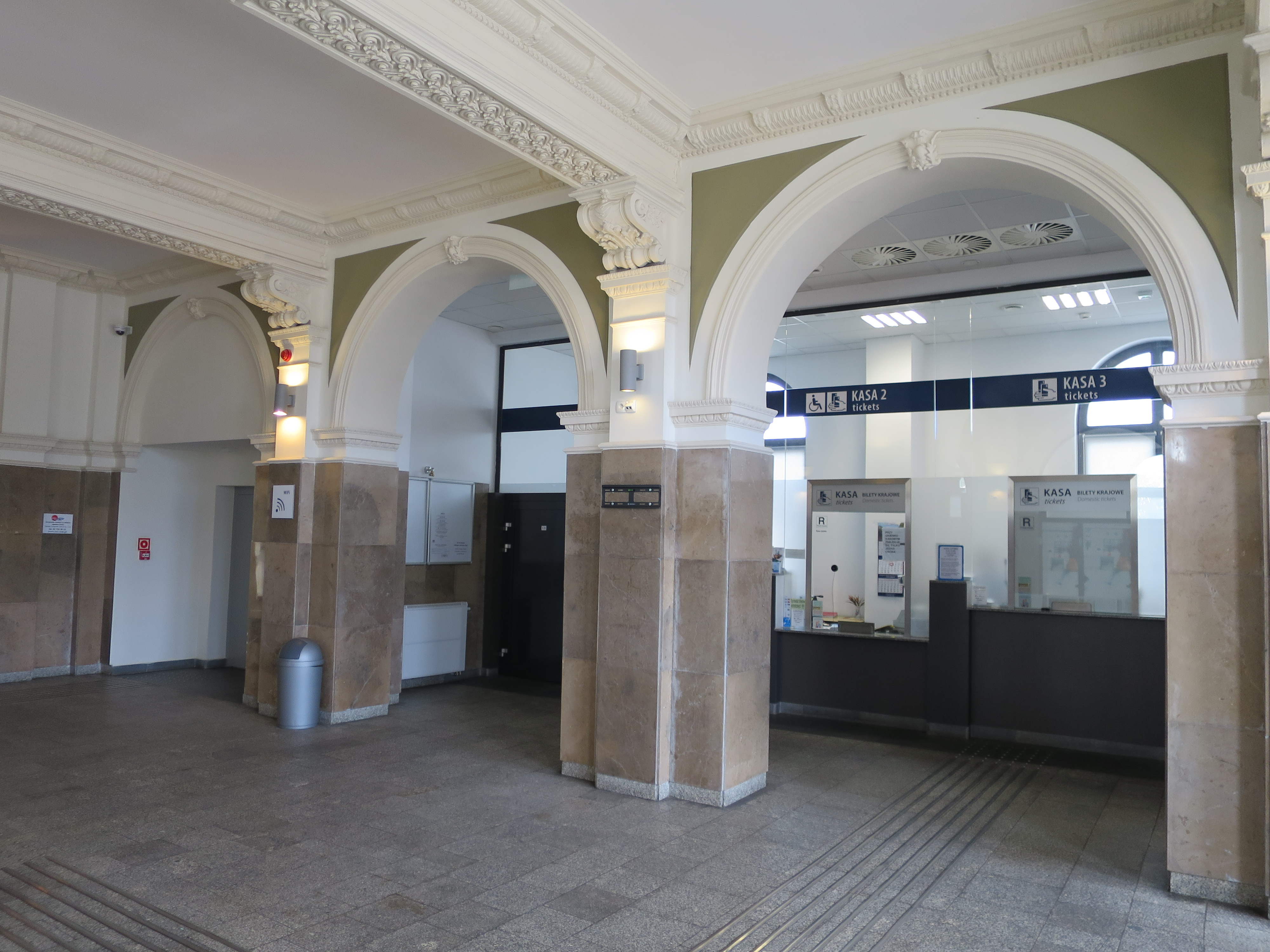
Kasy
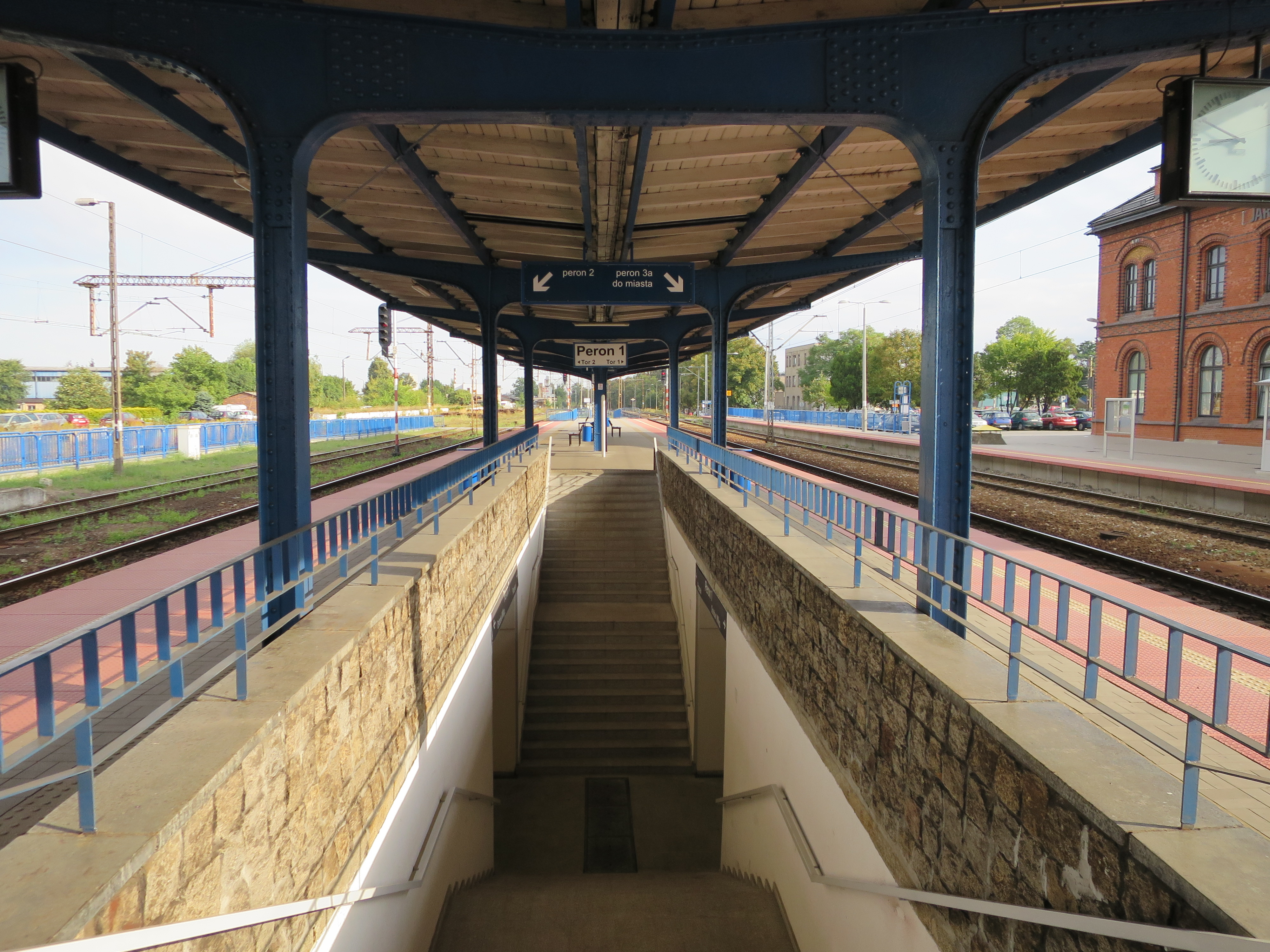
Zejście do tunelu
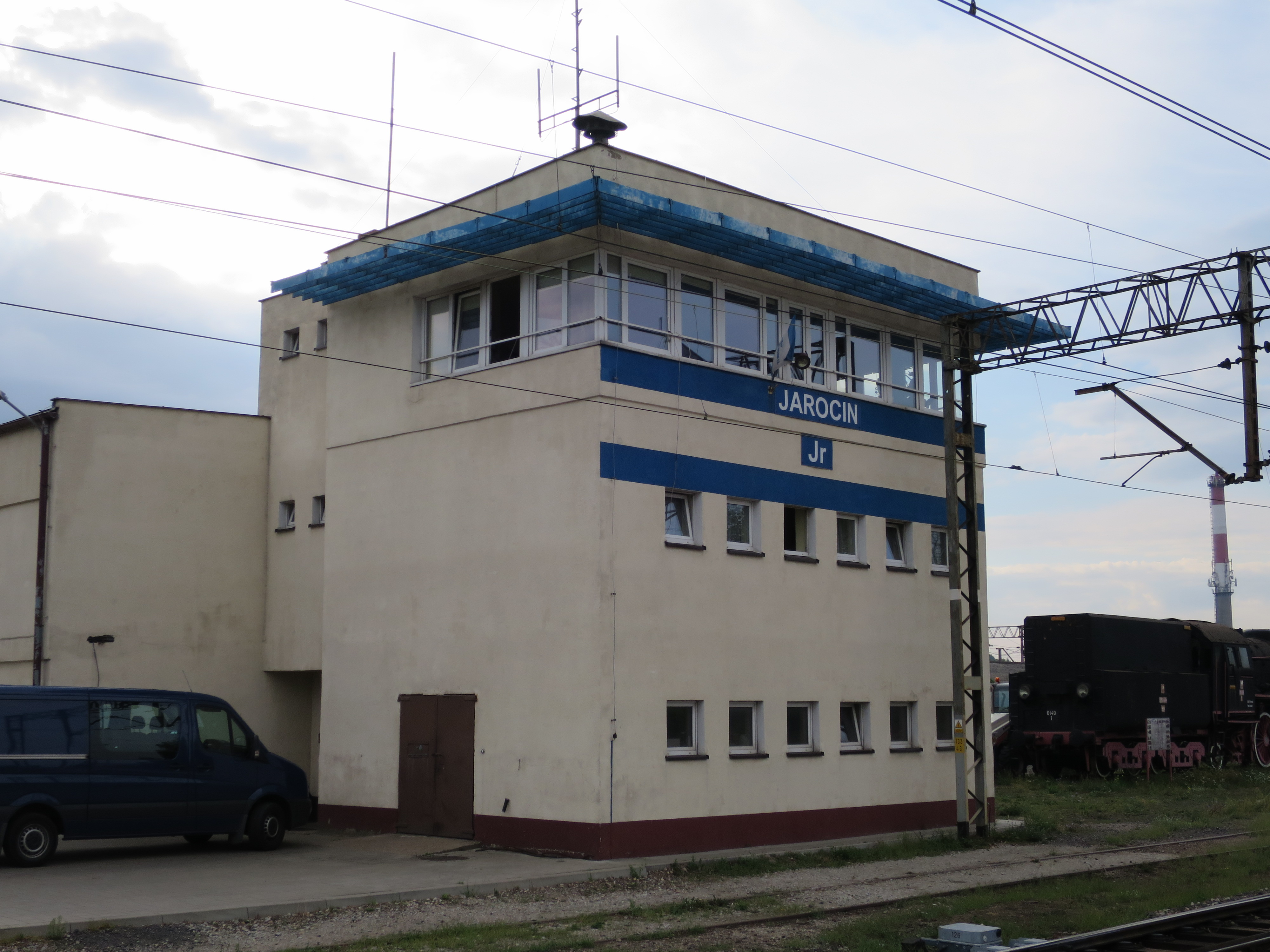
Nastawnia Jr
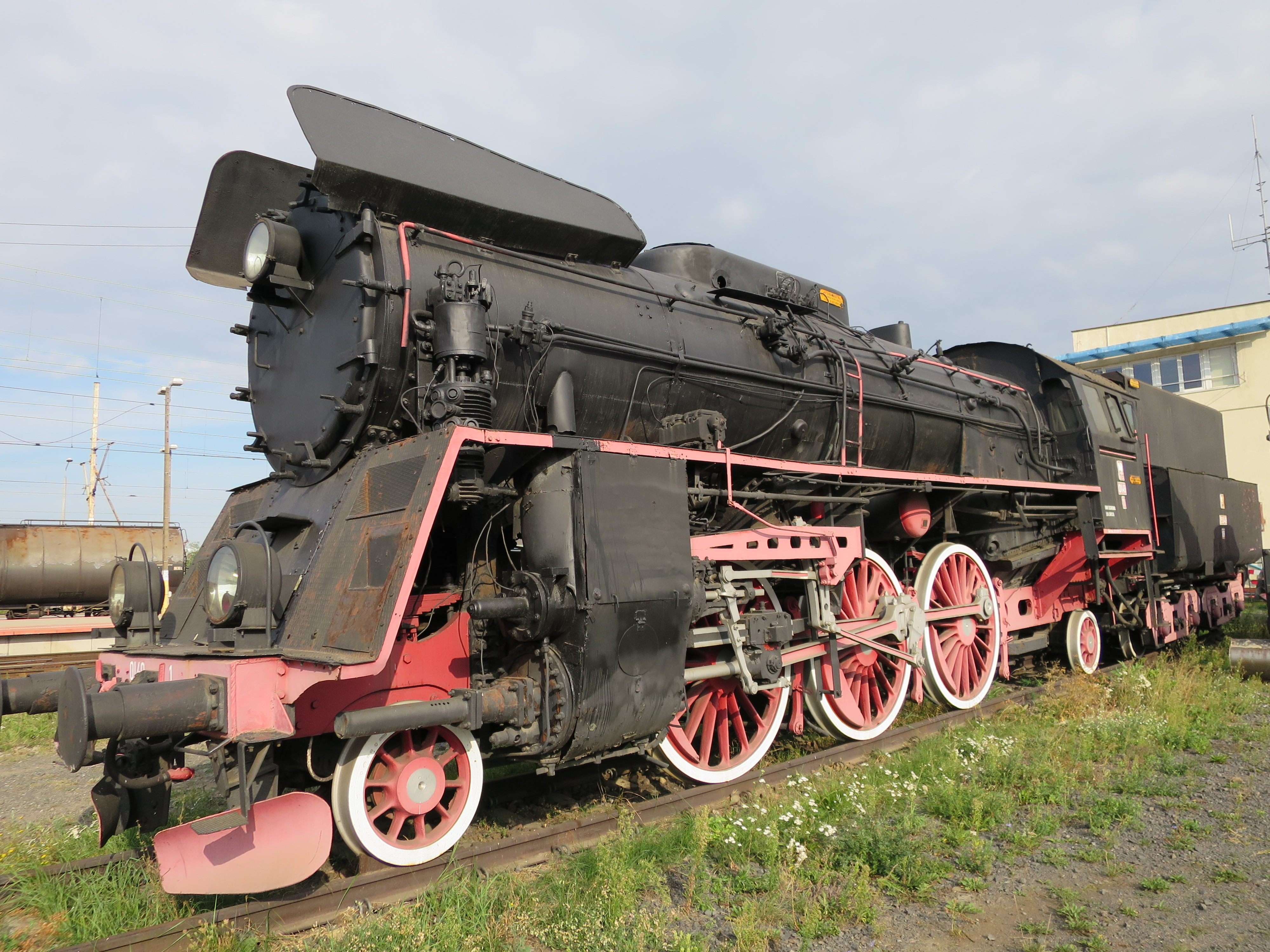
Pomnik parowozu Ol49-1
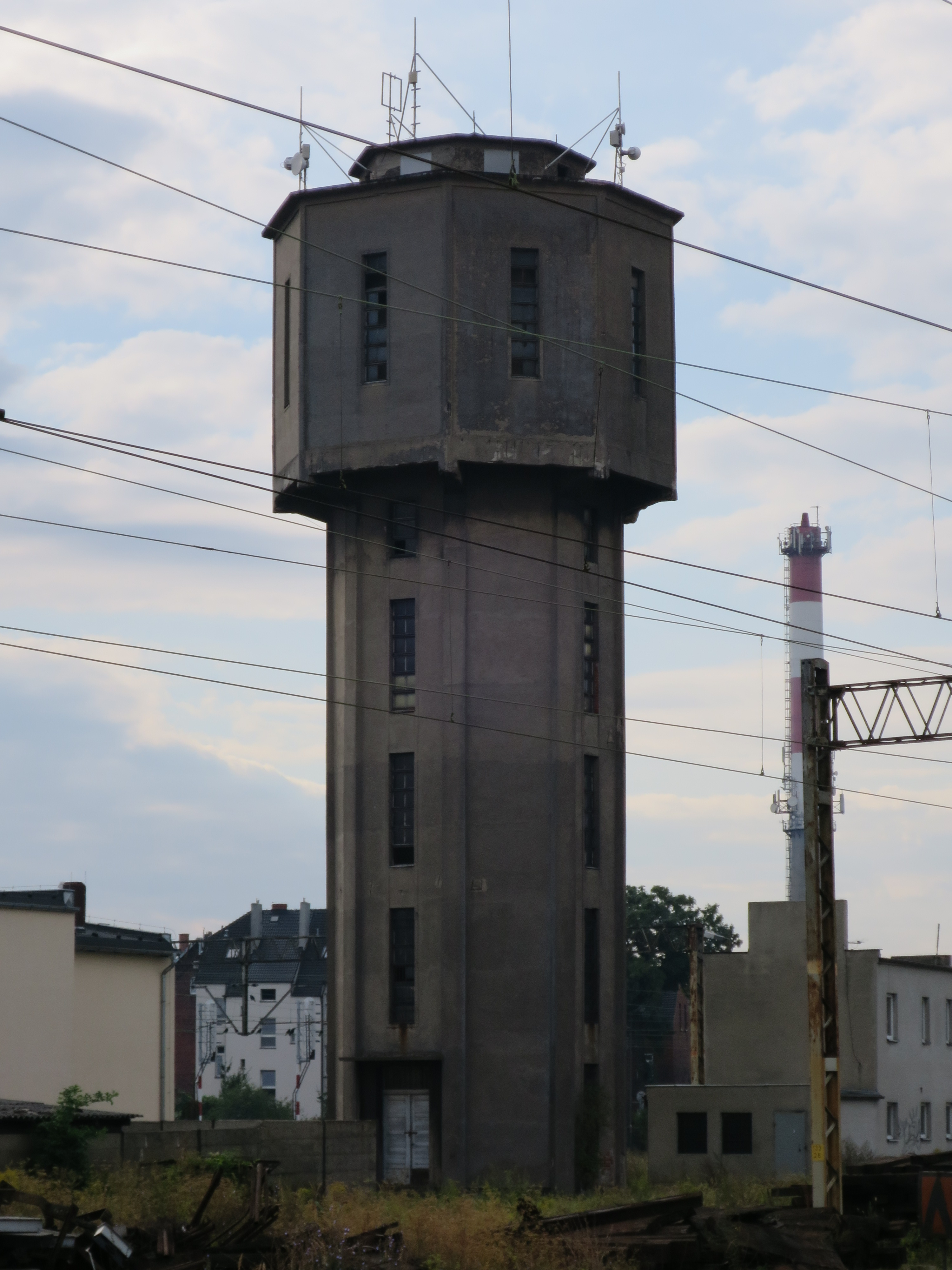
Wieża ciśnień